# Вальтенсбург
Вальтенсбург (нем. Waltensburg)/Вуорц (романш. Vuorz) — деревня и бывшая коммуна в Швейцарии, в кантоне Граубюнден.
До 2017 года имела статус отдельной коммуны. 1 января 2018 года вошла в состав коммуны Брайль-Бригельс. Входит в состав региона Сурсельва (до 2015 года входила в округ Сурсельва).
Население составляет 333 человека (на декабрь 2016 года).
Официальный код — 3616.

## Географическое положение
Площадь коммуны составляет 32,3 км². 36,5 % территории занимают сельскохозяйственные угодья; 22,0 % — леса; 1,5 % — населённые пункты и дороги и оставшиеся 39,9 % не используются (реки, горы, ледники).

## История
Вуорц впервые упоминается в 765 году под своим романшским названием Vorce. Немецкое название Waltramsburg упоминается в 1209 году от старого названия форта Йоргенберга. На территории коммуны были найдены свидетельства проживания человека с бронзового и железного веков, римского периода. В средние века на этой территории было несколько поселений: Ладраль и Йоргенсберг. В Вальтенсбурге находятся руины трёх фортов: Грюненфельс (крепость, датируемая XIII веком), Кропфенштайн и Фогельберг.

## Население
На декабрь 2016 года в Вальтенсбурге-Вуорце проживало 333 человека. В 2011 году 19,2 % населения были в возрасте до 19 лет, 56,1 % — от 20 до 64 лет, старше 65 лет были 24,7 %.
Динамика численности населения коммуны по годам:
| 1850 | 1900 | 1950 | 1980 | 2000 | 2006 | 2010 | 2011 | 2016 |
| ---- | ---- | ---- | ---- | ---- | ---- | ---- | ---- | ---- |
| 443  | 362  | 406  | 322  | 383  | 1026 | 364  | 360  | 333  |

## Фотографии

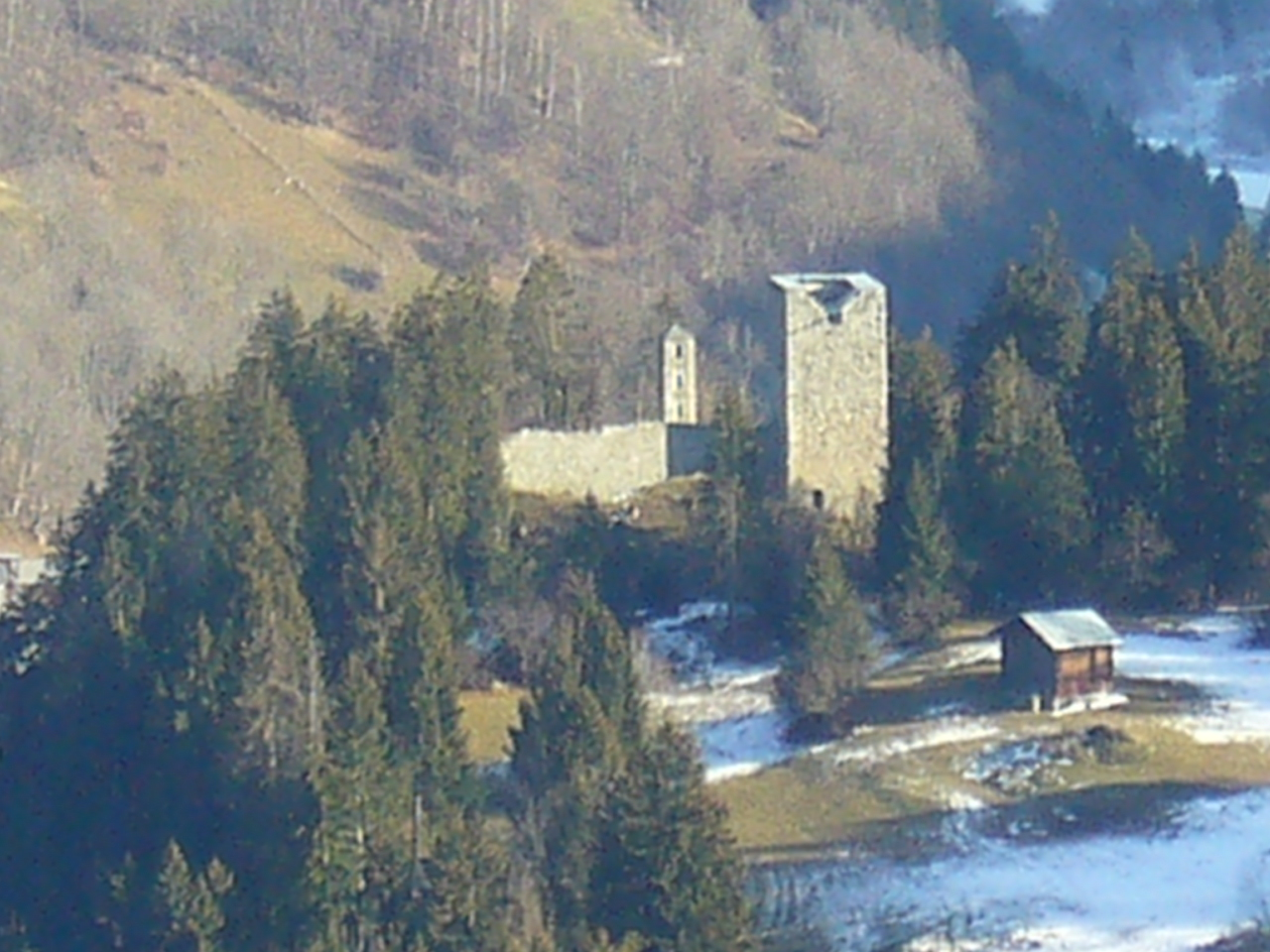
Йоргенберг
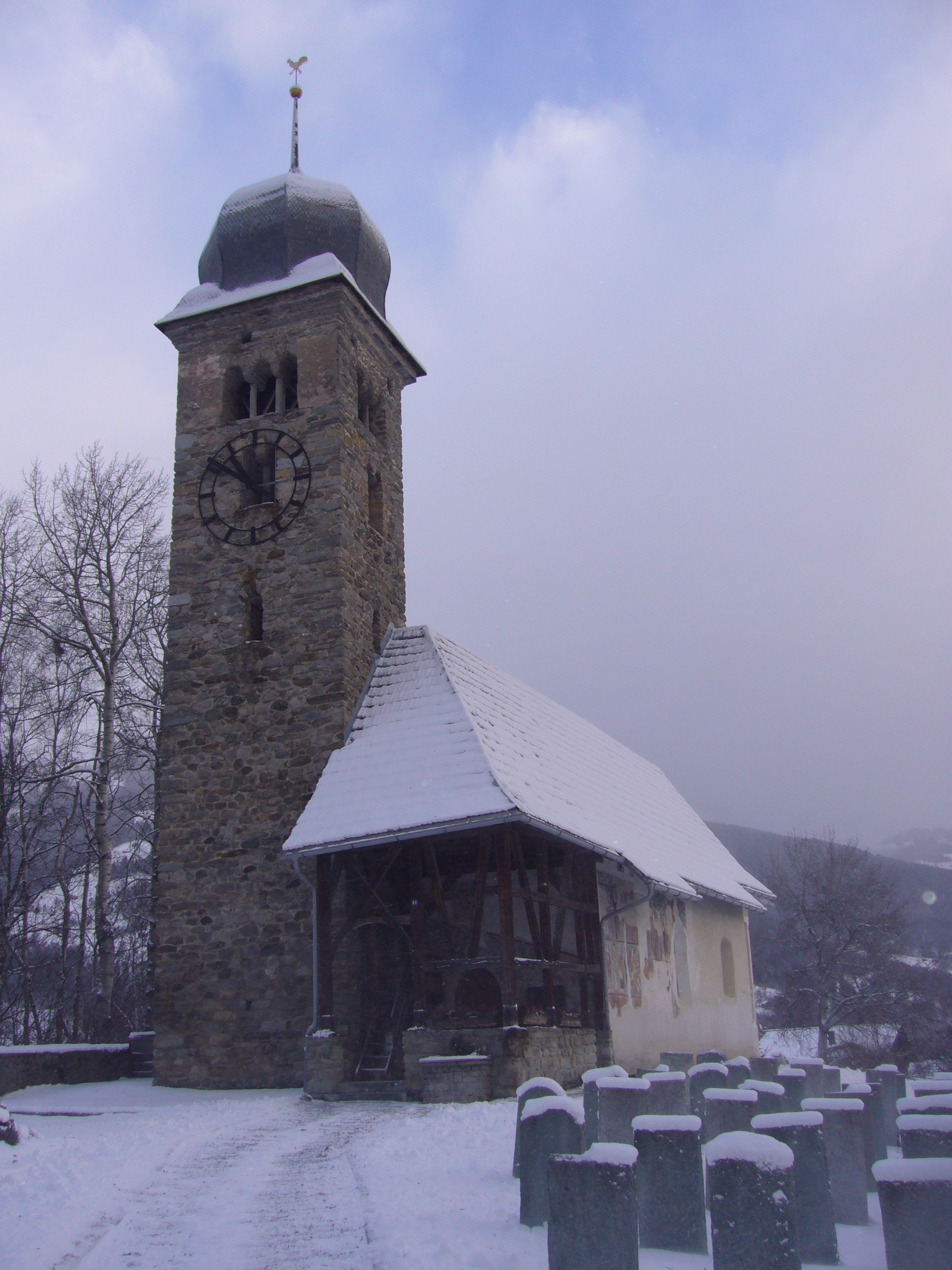
Костёл
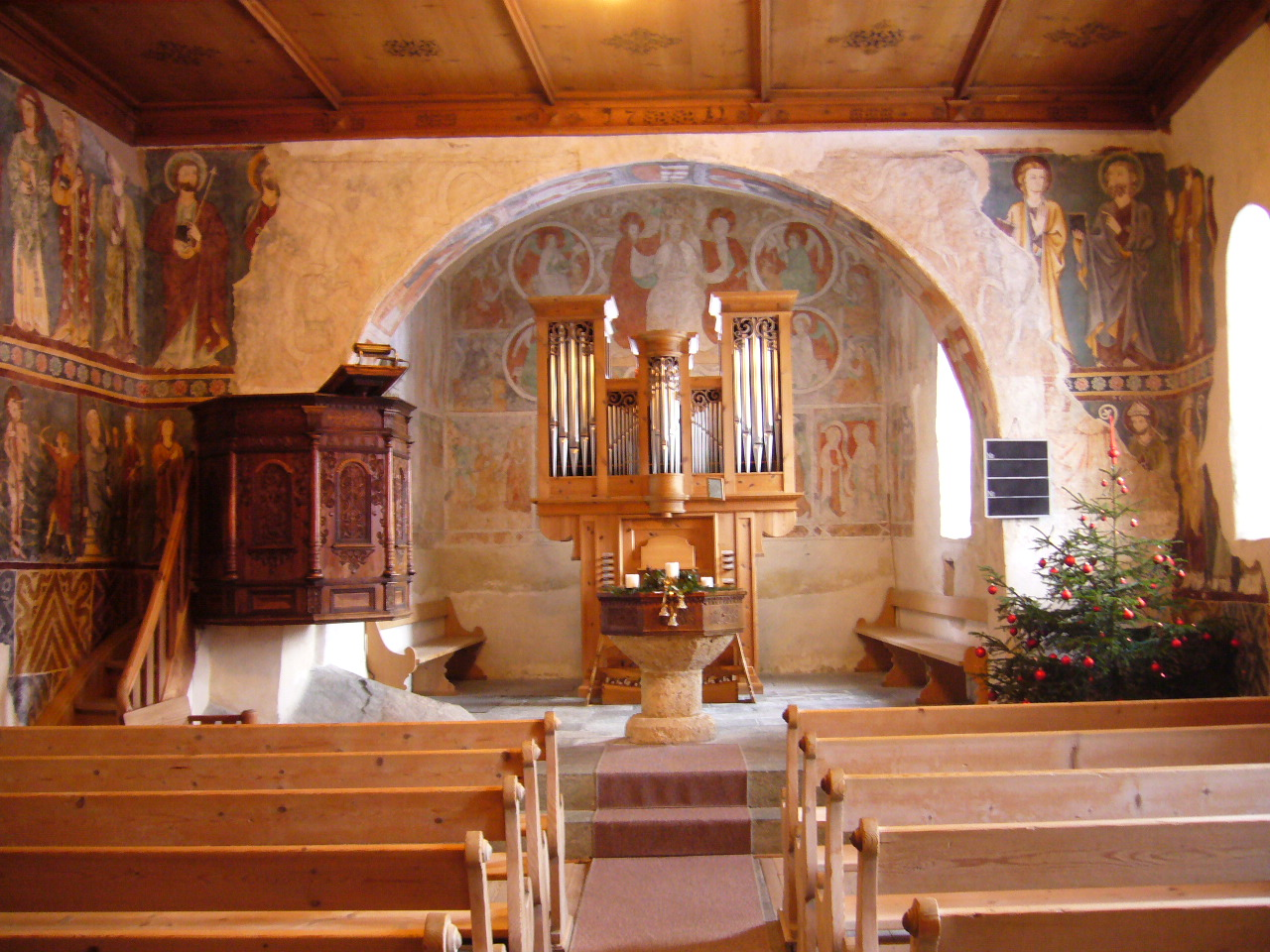
Внутреннее убранство костёла
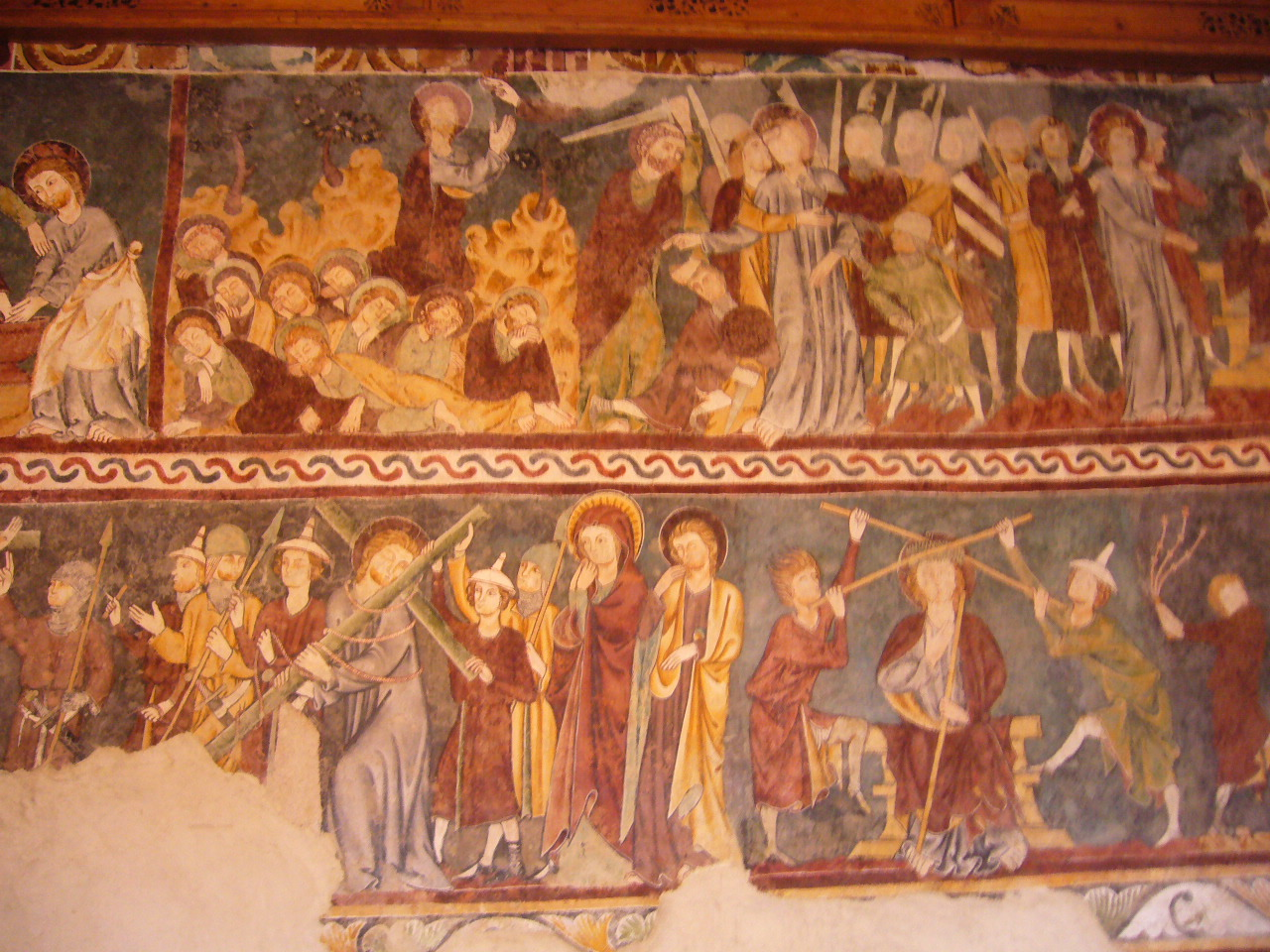
Фреска XIV века